# Chazelles-sur-Albe
Chazelles-sur-Albe ist eine französische Gemeinde mit 49 Einwohnern (Stand 1. Januar 2022) im Département Meurthe-et-Moselle in der Region Grand Est (vor 2016 Lothringen). Sie gehört zum Arrondissement Lunéville und zum Kanton Baccarat.

## Geografie
Die Gemeinde liegt an der Albe, einem Nebenfluss der Vezouze, etwa 45 Kilometer ostsüdöstlich von Nancy im Südosten des Départements Meurthe-et-Moselle. Die Gemeinde besteht aus dem Ort Chazelles-sur-Albe. Weite Teile der Gemeinde sind bewaldet. Das bedeutendste Waldgebiet ist der Bois de la Charbonnière im Norden der Gemeinde. Nachbargemeinden sind Gondrexon im Norden, Autrepierre im Nordosten, Verdenal im Osten, Domèvre-sur-Vezouze im Südosten und Süden, Saint-Martin im Südwesten und Westen, Blémerey im Westen sowie Reillon im Nordwesten.

## Geschichte
Der Ort wurde 1376 unter dem Namen Chaizelles erstmals in einem Dokument erwähnt. Chazelles-sur-Albe gehörte früher zur Vogtei Blâmont innerhalb der Provinz Trois-Évêchés (Drei Bistümer), die faktisch 1552 an Frankreich fiel. Bis zur Französischen Revolution lag die Gemeinde dann im Grand-gouvernement de Lorraine-et-Barrois. Im Ersten Weltkrieg wurde Chazelles-sur-Albe weitgehend zerstört. Von 1793 bis 1801 war die Gemeinde dem Distrikt Blâmont zugeteilt und Teil des Kantons Leintrey. Von 1801 bis 2015 war sie Teil des Kantons Blâmont. Seit 1801 ist sie dem Arrondissement Lunéville zugeordnet. Die Gemeinde lag bis 1871 im alten Département Meurt(h)e. Seither bildet sie einen Teil des Départements Meurthe-et-Moselle.

## Bevölkerungsentwicklung
| Jahr                       | 1962 | 1968 | 1975 | 1982 | 1990 | 1999 | 2007 | 2019 |
| Einwohner                  | 56   | 46   | 33   | 35   | 48   | 49   | 46   | 45   |
| Quellen: Cassini und INSEE |      |      |      |      |      |      |      |      |

## Verkehr
Chazelles-sur-Albe liegt mehrere Kilometer südlich der Bahnstrecke von Paris nach Straßburg. Die nächstgelegene Haltestelle ist in Avricourt. Quer durch die Gemeinde führt zwar die N4 vorbei. Die Gemeinde hat jedoch keinen eigenen Anschluss. Die nächstgelegenen Vollanschlüsse sind in Bénaménil und Blâmont. Für den regionalen Verkehr ist die D162 wichtig, die durch das Dorf führt.

## Sehenswürdigkeiten
- Dorfkirche Sainte-Madeleine; nach 1918 wieder neu erbaut
- Wegkreuz an der Grande Rue westlich des Dorfs

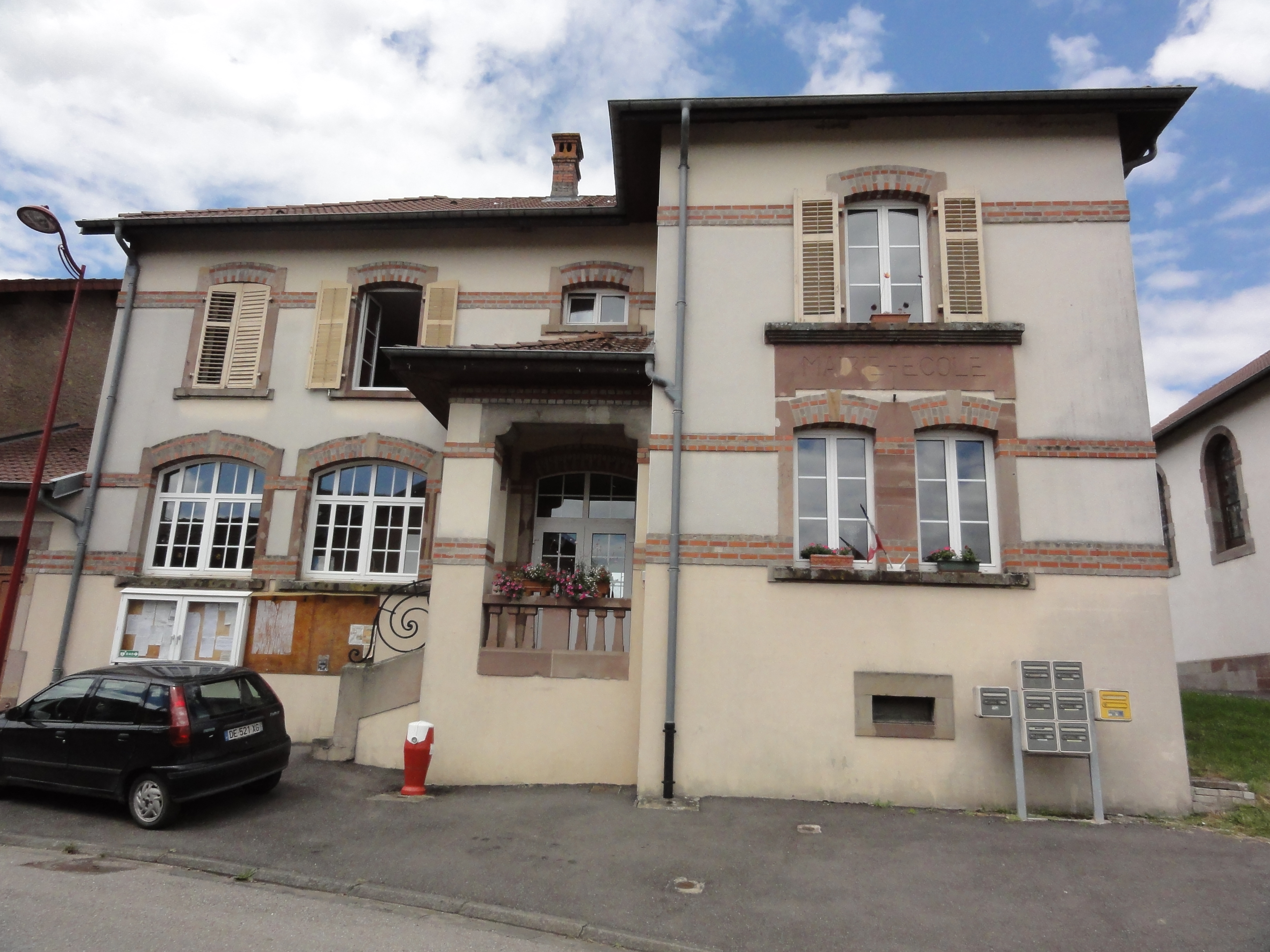
Mairie (Rathaus) und Dorfschule
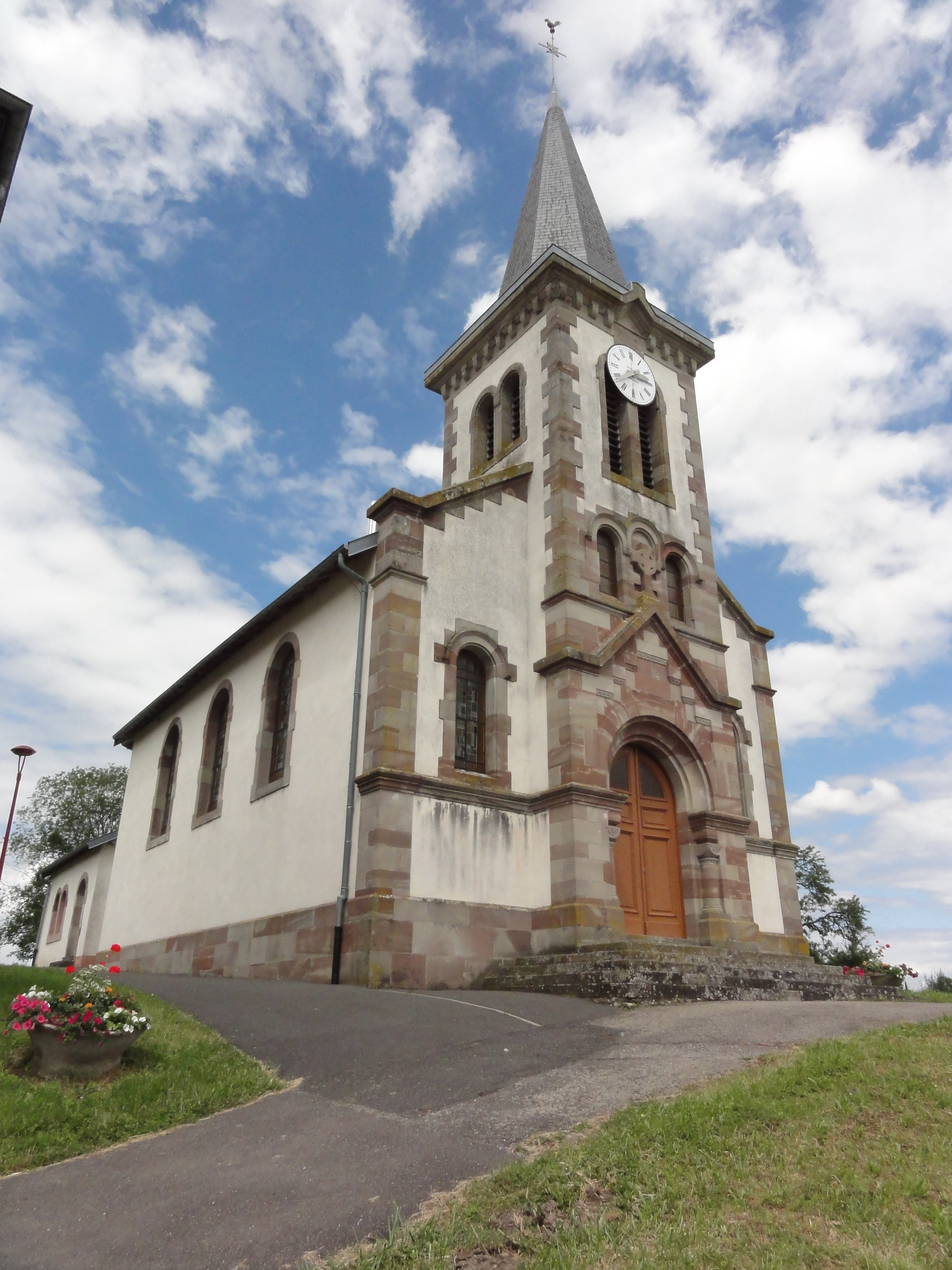
Dorfkirche Sainte-Madeleine